# Adam Ounas
Adam Ounas (en àrab: آدم أوناس) (Chambray-lès-Tours, Indre i Loira, França, 11 de novembre de 1996) és un futbolista franco-algerià. Juga de migcampista o davanter a la SSC Napoli de la Sèrie A d'Itàlia.

## Trajectòria

### F. C. Girondins de Bordeus
Format al planter del Girondins de Bordeus, el jove migcampista va enlluernar al seu país amb les seves actuacions en la Ligue 1 la temporada 2015-16, disputant 30 partits i marcant 6 gols.

### S. S. C. Napoli
El 4 de juliol de 2017 el Napoli italià es va fer càrrec del seu fitxatge desemborsant 10 milions d'euros amb un contracte fins al 2022.
Va debutar a la Sèrie A el 17 de setembre següent, en el derbi de la Campània contra el Benevento Calcio. Ounas va aconseguir un penal a favor, el qual va ser marcat per Dries Mertens; el resultat va acabar amb un contundent 6 a 0 favorable a l'equip napolità. El 17 d'octubre es va produir el seu debut en la Champions League davant el Manchester City, quan va substituir Marek Hamšík en el minut 73.

#### Cessions
El 30 d'agost de 2019 l'OGC Niça va anunciar la seva incorporació com a cedit per una temporada amb opció de compra.
El 5 d'octubre de 2020 va ser cedit al Cagliari Calcio amb opció de compra, tornant així a jugar en la Sèrie A italiana. A meitat de temporada el préstec es va cancel·lar i va marxar al FC Crotone.

## Internacional
Va ser internacional amb la selecció sub-20 de França en dues ocasions, marcant un gol. El 5 de setembre de 2017 va debutar amb la selecció absoluta d'Algèria contra Zàmbia.